# 倪映典

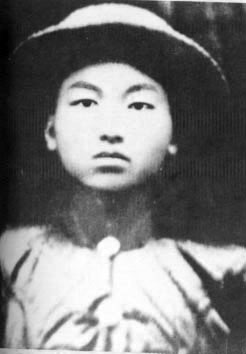
倪映典像

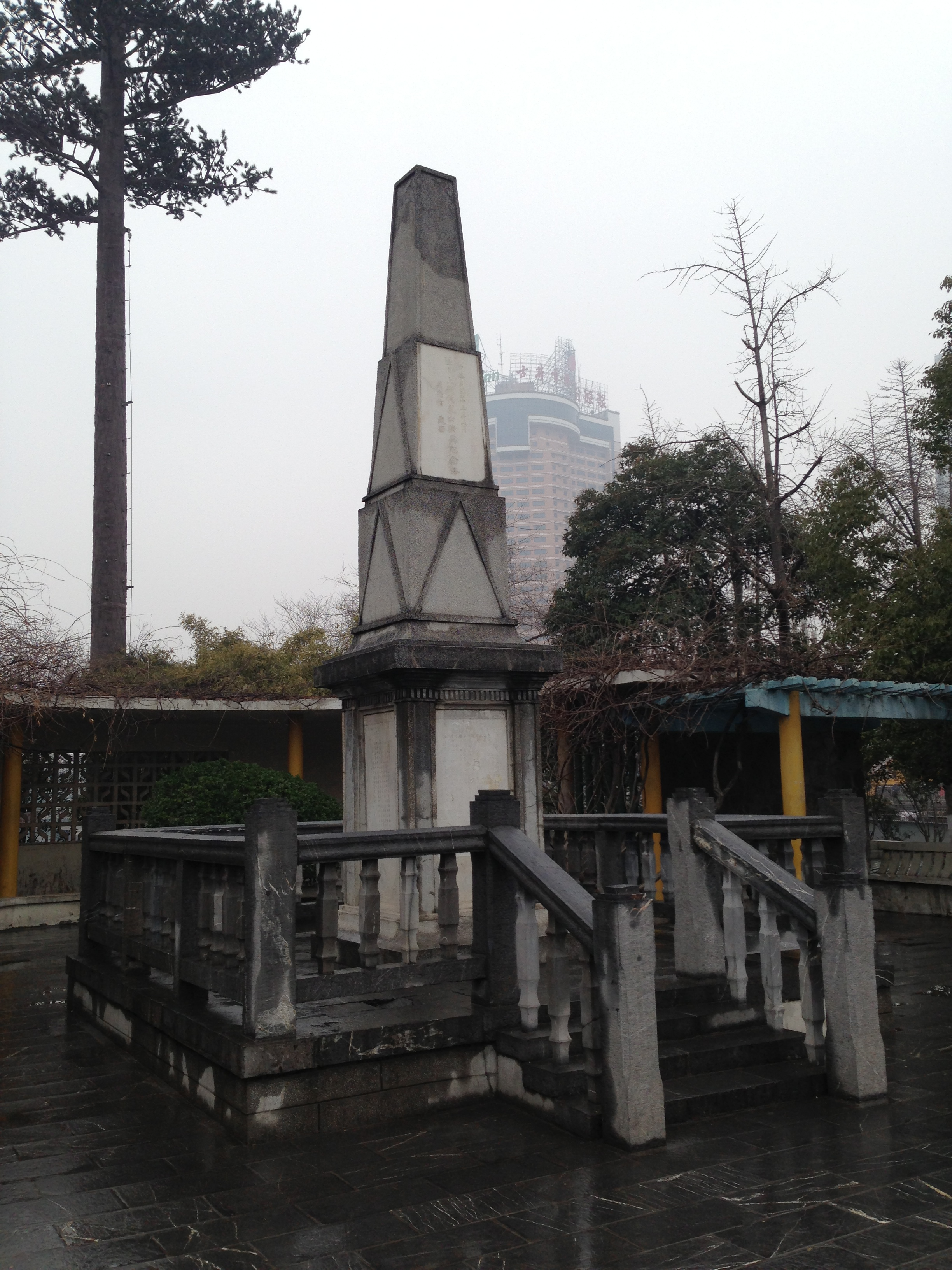
倪烈士映典纪念塔

倪映典（1885年—1910年2月13日），字炳章，合肥北鄉吳店（今屬長豐縣）人。辛亥革命烈士 ，廣州新軍起義（第二次广州起义）新军总司令。

## 生平
幼隨父業醫，後立志革命。光緒三十年（1904年）考入安徽武備學堂。入江南砲兵速成學堂校科，任新軍第九鎮砲兵隊官。1906年与赵声等同时在南京加入同盟会。1907年参加熊成基起义失败，流亡广州，找到先来广州的赵声，又进入广州新军，任炮兵二营右队二排排长。
宣統二年（庚戌年，1910年），同盟會計畫發起廣州新軍起義，以趙声為總指揮，倪映典副總指挥。2月12日倪映典乘廣州警察與新軍發生衝突，率新軍起義，擊斃炮兵一营管帶齊汝漢，在廣州東郊燕塘起義，義軍3000人推倪映典為總司令，分三路進攻廣州城，在牛王廟與清军展開激戰。次日，遭清巡防營統領吳宗禹、管帶李景濂襲擊，中彈後被拖到吳宗禹面前，倪大罵不止，被殺。
1912年被南京临时政府追赠为陆军上将。倪映典被孙中山誉为“广州起义的主干人物”。家乡为纪念他，曾设映典小学。1936年在映典小学建成“陆军上将倪烈士映典纪念塔”，后毁损。1996年合肥市人民政府重建“广州庚戌新军起义倪映典烈士纪念塔”。